# 上郎清助

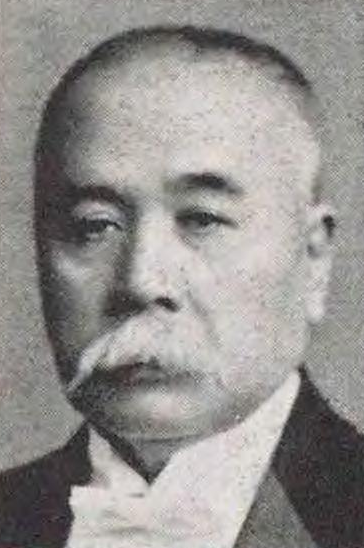
上郎清助

上郎 清助（こうろ / こうろう せいすけ、旧姓・吉田、1863年11月17日〈文久3年10月7日〉 - 1938年〈昭和13年〉2月18日）は、日本の実業家、政治家、資産家、神奈川県多額納税者。
貴族院議員、神奈川県会議長、横浜市会議員。横浜中央銀行、上信銀行各頭取。横浜信託社長。族籍は神奈川県平民。

## 経歴
武蔵国橘樹郡大豆戸村（現・横浜市港北区大豆戸町）出身。吉田三郎兵衛の弟で、磯野庸幸、上郎新二の兄。生家の吉田家は屋号を「堀上（ほりあげ）」といい、天保年間より醤油の醸造をしていた。1893年、上郎幸八の女婿となる。1905年、分家して一家を創立する。
東京大学予備門を経て、1890年、帝国大学法科大学政治学科を卒業した。太田醤油製造会社を起こし他に銀行会社の重役となった。神奈川県多額納税者に列し1927年、貴族院多額納税者議員に互選され、同年8月15日に就任し、1932年、再選された。研究会に所属して活動し、死去するまで在任した。
横浜中央銀行、上信銀行各頭取、横浜信託社長、日本共立火災保険、東洋醸造各取締役、千代田機械製靴、京浜電気鉄道、富国徴兵保険各監査役などをつとめた。

## 人物
横浜の資産家で、貴族院多額納税者議員選挙の互選資格を有した。家庭は円満だった。学殖豊富で、人格手腕が卓絶していた。宗教は真言宗。趣味は囲碁、将棋。住所は横浜市中区南太田町東耕地、同市中区（現・西区）東ケ丘。

## 栄典
- 1923年6月9日 - 紺綬褒章[9][19]
  - 1920年12月、「無告の窮民[注 2]に充分な医薬を与うることを得せしめん[9]」として恩賜財団済生会へ金3千円並社団法人神奈川県匡済会へ社会状態調査匡済の為に金1万円を寄付する[19]。

## 家族・親族
上郎家
- 養父・幸八（1836年 - 1916年[21]、貸金業、資産家[6]） - 福井県南条郡王子保村白崎（現・越前市白崎町）の農家出身で、横浜で成功する[22]。
- 妻・やす[注 3]（1874年 - ?、上郎新二の姉[5]、上郎幸八の長女、浦島保育院長、地家主、横浜仏教日曜学校長、仏教婦人会横浜支部副会長、県社会事業協会理事、市婦人自助会評議員、市方面委員、横浜孤児院理事、浦島仏教日曜学校長、宗教は真言宗、趣味は読書[18]）
- 長女・はな（1894年 - ?、滋賀、吉田新七郎の妻）[7]
- 二女・雪（1895年 - ?、東京、太田孝之の妻）[7]
- 長男・幸（1901年 - ?、上信銀行頭取）[13]
  - 同妻・澄子（1907年 - ?、静岡、大富部磐の長女）[13]
- 二男・清（1903年 - ?、大阪、佐竹庄七の養子）[7]
- 三男・泰（1904年 - ?、分家）[7]
- 孫[7]

親戚
- 磯野庸幸（神奈川県多額納税者、ラジオ関東社長、貴族院議員）
- 上郎新二（神奈川県多額納税者、地主）
- 太田孝之（医学博士、太田小児科病院長、医師）
- 吉田三郎兵衛（醤油製造業）[23][24]
- 吉田新七郎（農学博士）
- 吉田羊治郎（滋賀県多額納税者、貴族院議員、滋賀県農会長）